# Aname cuspidata
Aname cuspidata är en spindelart som först beskrevs av Main 1954.  Aname cuspidata ingår i släktet Aname och familjen Nemesiidae.
Artens utbredningsområde är Western Australia. Inga underarter finns listade i Catalogue of Life.